# Buffignécourt
Buffignécourt é uma comuna francesa na região administrativa de Borgonha-Franco-Condado, no departamento de Alto Sona. Estende-se por uma área de 6,27 km². Em 2010 a comuna tinha 117 habitantes (densidade: 18,7 hab./km²).